# Gynothemis
Gynothemis is een geslacht van libellen (Odonata) uit de familie van de korenbouten (Libellulidae).

## Soorten
Gynothemis omvat 4 soorten:
- Gynothemis aurea Navás, 1933
- Gynothemis pumila (Karsch, 1890)
- Gynothemis uniseta Geijskes, 1972
- Gynothemis venipunctata Calvert, 1909